# 曲肖冰
曲肖冰（1993年9月28日—），江苏常州出身的女歌手，快手網絡紅人，畢業於北京東方大學航空學院。2017年9月，發表個人單曲《該》。2018年，为动画片《少年歌行》獻唱插曲《踏歌行》。2019年1月24日，推出中國風專輯《曲高和寡》。2020年，為網絡劇《鳳歸四時歌》獻唱插曲《夢歸》。